# 穩城集中營
穩城集中營，正式名稱是穩城第十二號管理所 ，是朝鮮的政治犯集中營，位於咸鏡北道穩城郡。
雖然有關營地的信息是稀缺的，但有兩人的證詞可一探實態。一名前看守安明哲和附近居民稱:1987年5月，營地囚犯抗議一名政治犯死於一名警衛，大約5000名囚犯公開造反爆發大騷亂，後來被安和其他200位看守鎮壓，他們從第二營地得到增援，警衛隨後就用機槍向囚犯開槍，關於死亡人數報導不一，叛逃者曾表示所有囚犯也被處刑，而此前參與了鎮壓的朝鮮安全部門和叛逃第三者告知，只有三分之一囚犯被處刑。
此營地1989年關閉，其中一個原因是靠近中國邊界，但囚犯隨後轉移至會寧集中營。